# Duke's Mayo Bowl 2021
Match précédent Match suivant
Le Duke's Mayo Bowl 2021 est un match de football américain de niveau universitaire joué après la saison régulière de 2021, le 30 décembre 2021 au Bank of America Stadium situé à Charlotte dans l'État de la Caroline du Nord aux États-Unis. 
Il s'agit de la 20e édition du Duke's Mayo Bowl.
Le match met en présence l'équipe des Tar Heels de la Caroline du Nord issue de la Atlantic Coast Conference et l'équipe des Gamecocks de la Caroline du Sud issue de la Southeastern Conference.
Il débute à 11 h 30 locales (17h30 en France) et est retransmis à la télévision par ESPN.
La Caroline du Sud gagne le match sur le score de 38 à 21. 

## Présentation du match
Il s'agit de la 59e rencontre entre les deux équipes, les Tar Heels ayant gagné 35 rencontre pour 19 aux Gamecocks et 4 matchs nuls. Les deux équipes ont fait partie de l'Atlantic Coast Conference entre 1953 et 1970.
| Équipes                                                                                              | Conférences | Entraîneurs                    | Stats. saison rég. | Classements avant le bowl | Classements avant le bowl | Classements avant le bowl |
| --- | ----------- | ------------------------------ | ------------------ | ------------------------- | ------------------------- | ------------------------- |
| Équipes                                                                                              | Conférences | Entraîneurs                    | Stats. saison rég. | CFP                       | AP                        | Coaches                   |
| Tar Heels de la Caroline du Nord                                                                     | ACC         | Mack Brown (en) (13e saison)   | 6 - 6              | NC                        | NC                        | NC                        |
| Gamecocks de la Caroline du Sud                                                                      | SEC         | Shane Beamer (en) (1re saison) | 6 - 6              | NC                        | NC                        | NC                        |
| - Arbitre : Reggie Smith (Big Ten) - Équipe donnée favorite par les bookmakers : North Carolina by 7 |             |                                |                    |                           |                           |                           |

### Tar Heels de la Caroline du Nord
Avec un bilan global en saison régulière de 6 victoires et 6 défaites (3-5 en matchs de conférence), la Caroline du Nord est éligible et accepte l'invitation pour participer au Duke's Mayo Bowl de 2021.
Ils terminent 5e de la Division Coastal de la Atlantic Coast Conference derrière #12 Pittsburgh, Miami, Virginia Tech et Virginia.
À l'issue de la saison 2021, ils n'apparaissent pas dans les classements CFP, AP et Coaches.
Il s'agit de leur 5e participation au Duke's Mayo Bowl :
| Saisons | Dates            | Vainqueurs         | Scores  | Finalistes     | Bilan     |
| ------- | ---------------- | ------------------ | ------- | -------------- | --------- |
| 2013    | 28 décembre 2013 | North Carolina     | 39 - 17 | Cincinnati     | V : 1 - 3 |
| 2009    | 26 décembre 2009 | #17 Pittsburgh     | 19 -17  | North Carolina | D : 0 - 3 |
| 2008    | 27 décembre 2008 | West Virginia      | 31 - 30 | North Carolina | D : 0 - 2 |
| 2004    | 30 décembre 2004 | #25 Boston College | 37 - 24 | North Carolina | D : 0 - 1 |

| Logo     | Postes      | Joueurs                                            | Statistiques                                                      |
| -------- | ----------- | -------------------------------------------------- | ----------------------------------------------------------------- |
|          | Quarterback | Sam Howell                                         | 205/327 passes réussies pour 2 851 yards, 23 TDs, 9 interceptions |
| Coureur  | Ty Chandler | 173 courses pour 1 063 yards nets gagnés et 13 TDs |                                                                   |
| Receveur | Josh Downs  | 98 réceptions pour 1 273 yards et 8 TDs            |                                                                   |

### Gamecocks de la Caroline du Sud
Avec un bilan global en saison régulière de 6 victoires et 6 défaites (3-5 en matchs de conférence), Caroline du Sud est éligible et accepte l'invitation pour participer au Duke's Mayo Bowl de 2021.
Ils terminent 5e de la Division Est de la Southeastern Conference derrière #3 Georgia, #22 Kentucky, Tennessee et Missouri.
À l'issue de la saison 2021, ils n'apparaissent pas dans les classements CFP, AP et Coaches.
Il s'agit de leur 2e participation au Duke's Mayo Bowl :
| Saisons | Dates            | Vainqueurs | Scores | Finalistes     | Bilan     |
| ------- | ---------------- | ---------- | ------ | -------------- | --------- |
| 2018    | 29 décembre 2018 | Virginia   | 28 - 0 | South Carolina | D : 0 - 1 |

| Logo     | Postes          | Joueurs                                        | Statistiques                                                  |
| -------- | --------------- | ---------------------------------------------- | ------------------------------------------------------------- |
|          | Quarterback     | Luck Doty                                      | 86/143 passes réussies pour 975 yards, 5 TDs, 3 interceptions |
| Coureur  | ZaQuandre White | 88 courses pour 583 yards nets gagnés et 2 TDs |                                                               |
| Receveur | Josh Vann       | 43 réceptions pour 679 yards et 5 TDs          |                                                               |